# Jack the Ripper (TV-serie)
Jack the Ripper är en brittisk miniserie från 1988. Den är baserad på händelserna kring och utredningen om Jack Uppskäraren och de mord han begick i Whitechapel 1888. Seriens sändning sammanföll med 100-årsminnet av morden. 

## Handling
Polisen Frederick Abberline får i uppdrag att få fatt i en mördare som begår en rad fruktansvärda kvinnomord i London med början i april 1888. Till sin hjälp har han främst kollegan George Godley men även Sir William Gull. Abberline möter under utredningsarbetet sin gamla kärlek Emma Prentiss. 
Abberline och hans kollegor har fullt upp i sin mördarjakt samtidigt som Whitechapel kokar av rädsla och ursinne över morden, och ett medborgargarde upprättas. Jack Uppskäraren – som mördaren kommer att kallas på grund av sitt tillvägagångssätt – fortsätter dock att gäcka polisen. Ska Abberline lyckas göra Londons gator säkra igen?

## Rollista (urval)
- Michael Caine - Chief Inspector Frederick Abberline
- Armand Assante - Richard Mansfield
- Ray McAnally - Sir William Gull
- Hugh Fraser - Sir Charles Warren
- Lewis Collins - Sgt. George Godley
- Ken Bones - Robert James Lees
- Edward Judd - Chief Superintendent of Police Thomas Arnold
- Susan George - Catherine Eddowes
- Jane Seymour - Emma Prentiss
- Harry Andrews - Wynne E. Baxter
- Lysette Anthony - Mary Jane Kelly
- Gerald Sim - George Bagster Phillips
- Ronald Hines - Henry Matthews
- George Sweeney - John Netley
- Michael Gothard - George Lusk
- Richard Morant - Theodore Dyke Acland

## DVD
Serien finns utgiven på DVD. 